# Elektrane na valove
Elektrane na valove su elektrane koje koriste energiju valova za proizvodnju električne energije. Energija valova je obnovljivi izvor energije. To je energija uzrokovana najvećim dijelom djelovanjem vjetra o površinu oceana. Snaga valova se razlikuje od dnevnih mijena plime/oseke i stalnih cirkularnih oceanskih struja.  Za korištenje energije valova moramo odabrati lokaciju na kojoj su valovi dovoljno česti i dovoljne snage. 
Energija vala naglo opada s dubinom vala, te tako u dubini od 50 m iznosi svega 2 % od energije neposredno ispod površine. Snaga valova procjenjuje se na 2x109 kW, čemu odgovara snaga od 10 kW na 1m valjne linije. Ta snaga varira ovisno o zemljopisnom položaju, od 3 kW/m na Mediteranu do 90 kW/m na Sjevernom Atlantiku. Energija valova je obnovljiv izvor. Ona tijekom vremena varira (više i većih valova ima u zimskom periodu ) i ima slučajni karakter.
Generiranje snage iz valova trenutno nije široko primijenjena komercijalna tehnologija, iako su postojali pokušaji njenog korištenja još od 1890. U 2008, pokušano je napraviti „farmu valova“ u Portugalu, u Aguçadoura parku valova. Farma valova sastojala se od tri 750 kW Pelamis naprava (još poznatih pod nazivom „morska zmija“). U studenom 2008., samo dva mjeseca nakon službenog otvorenja, Pelamis strojevi su vraćeni natrag u luku Leixões radi tehničkih problema s ležajevima.

## Povijest
Prvi poznati patent koji je koristio energiju oceana bilježi se još 1799. godine i bio je notiran u Parizu od strane Girarda i njegova sina. Godine 1910., Bochaux-Praceique, konstruirao je prvu napravu za korištenje snage valova kako bi njome napajao svoju kuću u Royanu, blizu Bordeaux-a u Francuskoj. Izgleda da je to prvi tip naprave oscilirajućeg vodenog stupa. Od 1855. do 1973. već je postojalo 340 takvih patenata samo u Ujedinjenom Kraljevstvu.
Međutim, Yoshio Masuda-ini eksperimenti u 1940. godinama su bili prvi pravi znanstveni eksperimenti na ovome području. On je testirao razne koncepte predviđene za iskorištavanje energije valova na moru, s nekoliko stotina jedinica korištenih za pogonjenje navigacijskih svjetala. Među njima je bio i koncept koji je konvertirao snagu vala preko kutnog gibanja među zglobovima plutače, kojeg je utemeljio 1950. godine.
Godine 1973. je zavladala naftna kriza, što je doprinijelo ponovnom razvoju interesa za energiju valova. Velik broj sveučilišnih istraživača je nanovo istražilo potencijal eksploatacije oceanskih valova, među kojima su se istaknuli Stephen Salter sa Sveučilišta Edinburga, Kjell Budal i Johannes Falnes s Norveškog Tehnološkog Instituta, Michael E McCormick s Brodarske Akademije Ujedinjenih Naroda, David Evans sa Sveučilišta u Bristolu, Michael French sa Sveučilišta Lancastera, John Newman i Chiang C. Mei s MIT-a.
U 1980-im godinama, kako se cijena nafte spustila, ulaganja u eksploataciju energije valova drastično su pala. Kako god, par prvih generacija prototipova je testirano na moru. U posljednje vrijeme, prateći problem u klimatskim promjenama, postoji rastući interes za razvojem obnovljivih izvora energije, uključujući i energiju valova, širom čitavog svijeta.

## Fizikalni koncept
Valovi nastaju zbog gibanja vjetra preko površine mora. Dokle god se valovi gibaju sporijom brzinom od vjetra nad valovima, postoji izmjena energije s vjetra na valove. Zbog razlike u tlaku zraka između privjetrine i zavjetrine valnog brijega, te trenja na površini vode uvjetovano gibanjem vjetra, uzrok je smičnog naprezanja koje rezultira rastom valova.
Visina vala je određena brzinom vjetra, trajanjem puhanja vjetra, dometa (udaljenost preko koje vjetar pobuđuje valove), dubinom i topografijom morskog dna (koja može fokusirati ili disperzirati energiju valova). Postoji određena brzina vjetra čijim prelaskom valovi neće više rasti. Kada se ta granica dosegne kaže se da je more „potpuno razvijeno“.
Generalno, veći valovi su jači, ali snaga vala je također determinirana njegovom brzinom, valnom duljinom i gustoćom vode.
Oscilatorno gibanje je najizraženije na površini vode i pada eksponencijalno s dubinom. Međutim, za stojne valove u blizini reflektivne obale, energija valova je također prisutna zbog oscilacija tlakova na većoj dubini, proizvodeći mikroseizme (mikro potrese). Ti skokovi u tlaku na većim dubinama su premali da bi bili zanimljivi s gledišta iskorištavanja snage valova.
Valovi su najjači na površini oceana i snaga vala se prenosi, kako okomito, tako i vodoravno.

## Izazovi
- Naprava mora uhvatiti dobar dio energije u nepravilnim valovima u širokom spektru morskih stanja.
- Postoje jake promjene snage u valovima.
- Naprava mora uspješno pretvoriti gibanje valova u elektricitet. Općenito, snaga valova je dostupna na niskim brzinama i s velikom silom koja ne djeluje samo u jednom smjeru. Većina serijskih električnih generatora radi na većim brzinama, a i većina serijskih turbina zahtjeva ujednačen i miran tok.
- Naprava mora biti u mogućnosti preživjeti oštećenja od oluja i koroziju radi slane vode. Mjesta na kojima može zakazati su ležajevi, zavari, konopi za usidrenje. Zbog toga konstruktori moraju napraviti prototipove toliko predimenzionirane da je upitno isplate li se tolike investicije na tom području.
- Ukupna cijena električne energije je visoka. Snaga valova će biti kompetitivna tek onda kad se ukupna cijena generiranja energije smanji.
- Postoji potencijalna opasnost od utjecaja na morski eko sustav. Onečišćenje bukom, na primjer, bi moglo imati neugodan utjecaj ako se ne motri, iako buka i vidljivo djelovanje svakog dizajna elektrane znatno varira.
- U smislu socio-ekonomskih izazova, farme valova mogu rezultirati u smanjenju broja pogodnih mjesta za komercijalani i rekreativni ribolov.
- Valovi generiraju oko 2,700 GW snage. Od tih 2,700 GW samo oko 500 GW može biti iskorišteno s današnjom tehnologijom.

## Potencijal
Ukupna energija valova koji udaraju u svjetsku obalu je procijenjena na 2-3 milijuna MW što je ogroman neiskorišten potencijal. Energetski najbogatiji valovi su koncentrirani na zapadnim obalama na području od 40 do 60 stupnjeva zemljopisne širine na sjevernoj i južnoj hemisferi. Energija valova na tom području varira između 30 i 70 kW/m s najvišom od 100 kW/m u Atlantiku. Visina valova je najviša za vrijeme zime, što se poklapa s vremenom najviše potrošnje električne energije. Kinetička energija valova može se početi efikasno transformirati u električnu energiju kada je visina vala veća od 1 m. Pri određivanju prikladnosti valova eksplataciji ne može se uzeti samo parametar snage po dužnom metru. Amplituda, frekvencija i oblik valova su jednako važni parametri koji se trebaju tražiti unutar energetski prihvatljive zone valova.
Zbog prirodnog potencijala valova, visokog tehnološkog stupnja razvoja, velikim energetskim zahtjevima i ekološkom svješću, najdalje u razvoju komercijalnih elektrana na valove su došle visoko industrijalizirane maritimne zemlje Velika Britanija, Japan, Skandinavske zemlje i Australija. Sjeverne i južne temperaturne zone imaju najpogodnija područja za eksploataciju snage valova.
Danas su u osnovi poznata tri načina korištenja energije valova ako su kategorizirana po metodi kojom prihvaćaju valove. To su preko plutača, pomičnog klipa i njihalica ili lopatica. U fazi istraživanja i ispitivanja su još crijevna i McCabova pumpa, čuškaš, te morska zmija. Još mogu biti karakterizirana i po lokaciji, odnosno kao elektrane na valove na otvorenom moru i na morskoj obali. Niti jedan od navedenih načina za korištenje energije valova ne može danas konkurirati klasičnim izvorima električne energije.
Valovi su vrlo predvidivi; valovi uzrokovani vjetrom mogu biti predviđeni pet dana unaprijed.

## Salterova patka
Profesor Stephen Salter sa Sveučilišta u Edinburghu, započeo je istraživanja vezana za energiju valova zbog tadašnje naftne krize.Godine 1974. osmislio je izum kojeg je nazvao „Salterova patka“ ili „Kimajuća patka“, iako je službeno zvana „Edinburška patka“. Patka je samo jedan od mnogih koncepata pretvarača energije valova (wave energy converter –WEC), koji potencijalno može snagu valova pretvoriti u korisnu energiju. U 1970-ima, za vrijeme naftne krize, kada je alternativna energija dobivala puno zamaha, to je bila najzanimljivija mogućnost. Od tada, neke tvrtke su uspješno izradile druge vrste pretvarača energije valova, poput uređaja Pelamis (koji se sastoji od niza cilindričnih uređaja koji pogone generatore) u Portugalu. Pelamis su Salterovi bivši studenati i konstruirali. Ali u usporedbi sa Salterovom patkom, te moderne naprave su relativno neučinkovite.
Patka spada pod klasu WEC-a poznatu kao terminatori. Terminatori su orijentirani okomito na smjer vala. Ovo je prikladno jer uništava valove koji nailaze, ostavljajući mirnije more s druge strane.
Sama patka je oblikovana poput kapljice, a mnoge od tih „kapljica“ su spojene na dugačku sajlu i čine cijeli Salterov sustav. Nos kapljice je okrenut prema nadolazećim valovima i njiše se kako oni prolaze. U osnovi, to uključuje prijenos ili „zarobljavanje“ energije valova. U teoriji, ovaj proces njihanja bi sakupio 90 % masivne energije valova, i koristio tu energiju da održi klipove u pokretu. Klipovi naizmjenice komprimiraju hidrauličko ulje. Nakon što je dovoljno komprimirano, ulje ulazi u hidraulički motor, gdje se proizvodi električna energija. Sustav bi teoretski iskoristio 90 % pohranjene energije. Ova visoka učinkovitost čini patku najboljim od svi WEC-a.
Salter i njegova ekipa testirali su patku u posebnim spremnicima s umjetno proizvedenim valovima. Prije nego što su bili u mogućnosti testirati patku na moru, procijenili su da su bili blizu proizvodnje električne energije pod dovoljno niskim troškovima da konkurira drugim izvorima energije.
Nakon što je embargo završio, interes za obnovljivu energiju nije skroz iščeznuo. Salter i njegovi ljudi morali su se nadmetati za subvencije s drugim obnovljivim izvorima, poput nuklearne energije. Na kraju, nuklearna energija se činila ekonomski bolje izvediva vijeću koje je dodjeljivalo poticaje. Salterova grupa je izgubila novčanu potporu u ranim 1980-ima, prije nego što su dobili priliku testirati mehanizam na oceanu, što bi koštalo prilično puno. On i ostali i dalje tvrde da su članovi odbora bili priklonjeni nuklearnoj energiji. Neki kažu da su nuklearni zagovornici preuveličali troškove struje koju bi patka proizvodila.

## Elektrane na valove na morskoj obali
Prednosti izgradnje elektrana u neposrednoj blizini obale u odnosu na plutajuće sisteme su sljedeće:
- lakša izgradnja jer se koriste klasični građevinski strojevi
- lakše održavanje postrojenja jer nisu potrebni ronioci i brodovi
- lakša i brža kontrola i zamjena pokvarenih dijelova
- mogu služiti i kao lukobran

Uređaj radi tako što valovi svojim gibanjem uvjetuju pomicanje razine vode u zatvorenom stupcu prilikom čega dolazi do potiskivanja zraka kroz turbinu na vrhu stupca. Najveći uspjeh je elektrana projeka Limpetnazivne snage 500 KW koja je uspješno uključena u elektrosustav Škotske.
Tehnička ograničenja konstrukcije jesu: 
- izbor pogodne lokacije, što dublje more i što veći valovi
- slaba (eta) turbine zbog stohastične prirode valova, a samim tim i protoka,
- niski stupanj iskoristivosti Wellsove turbine, tj. 50-60 % (dvosmjerna turbina, simetričnog profila lopatica koja koristi usis i isis zraka prednost nad ventilima jer oni imaju potrebno određeni period za djelovanje a i trajnost sustava opada )

### Ljuljajući uređaj
Uređaj funkcionira tako što se kinetička energija vala pretvara u rad gibanja zaustavne ploče i hidrauličke crpke koja pogoni generator. Postoji eksperimentalni model u Japanu, ali tehnički podatci o konstrukciji i rezultati mjerenja nisu poznati.

## Elektrane na valove na otvorenom moru
Prednosti gradnje elektrana na otvorenom moru: 
- bolja iskorištenost valnog potencijala- veća raspoloživa površina za polja elektrana, a s tim ujedno i veća ukupna snaga za određenu zemljopisnu lokaciju
- mogućnost napajanja offshore objekata
- mogućnost napajanja raznih vrsta senzora kao autonomnim energetskim sustavom

Objektivni nedostatci plutajućih objekata su njihova pouzdanost zbog korozivne i mehanički nepredvidive okoline. Zahvaljujući velikom razvoju offshore naftne industrije puno toga se danas da tehnički izvesti u usporedbi sa 70-im godinama 20. stoljeća kada su projekti bili ekonomski zanimljivi.

### Plutače
Snage ovakvih uređaja se kreću do 50-ak kW, no prednost im je u mogućnosti polaganja velikog broja na određenoj površini čime se nadoknađuje mala pojedinačna snaga. Ovakvi uređaji su posebno interesantni za aktivne oceanske senzore kao svjetionike, mamce riba, sonare, komunikacijske repetitore i sl.

### Arhimedovavalna ljuljačka (Archimedes Wave Swing AWS)
Sastoji se od cilindrične, zrakom napunjene komore koja se može pomicati okoito u odnosu na usidreni cilindar manjeg promjera. Zrak u 10-20m širokom gornjem plutajućem cilindru omogućuje plutanje. Kada val prijeđe preko plutače njezina dubina se mijenja u skladu s promjenom tlaka uzrokujući njezino pomicanje gore-dolje. Relativno gibanje između usidrenog i plutajućeg dijela se koristi za proizvodnju energije. Do sada je AWS najjači izgrađeni uređaj ove namjene 2 MW. U pilot projekt je bio planiran biti pušten u ljeto 2004. u Portugalskom akvatoriju. 

### Morska zmija (Pelamis)
Konstrukcija radi na principu spojenih plutača koje pretvaraju okomito gibanje valova u vodoravno pomicanje klipova crpki na kardanskom principu. Sustav je u potpunosti odvojen od mora. Radi tako da crpka, crveno obojena na slici ispod tlači zrak u sivi spremnik koji zatim pokreće zračnu turbinu i generator plave boje na slici ispod. Na taj način je postignuta jednolikija rotacija generatora manje ovisna o stohastičnoj prirodi valova. Uređaj je u fazi izrade prototipa i ispitivanja u radnim uvjetima u Škotskom akvatoriju. Dimenzije uređaja su 120 m duljine, 3,5 m promjera 750 T mase, te maksimalne snage od 750 kW.
- Prednji dio Pelamis uređaja
- 2 od 3 morske zmije u luci Peniche,Portugal
- Prototip morske zmije na lokaciji EMEC-a(Europski pomorski energetski institut)

### McCabova crpka na valove
McCabeova crpka na valove je u razvojnom stadiju od 1980. i originalno je dizajnirana za desalinizaciju morske vode koristeći reverznu osmozu. To su uređaji koji izvlače energiju iz valova pomoću rotacije pontona oko nosača preko linearnih hidrauličkih crpki. Konstrukcije mogu biti sa zatvorenim krugom koristeći ulje ili s otvorenim krugom koristeći morsku vodu.

### Crijevna crpka
Sastoji se od elastičnog crijeva koji smanjuje unutarnji volumen dok se rasteže. Crijevo je povezano za plovak koji oscilira s površinskim valovima. Rezultirajuće tlačenje vode u crijevu tjera vodu van kroz protupovratni ventil na turbinu. Niz takvih crpki može biti povezan na centralnu turbinu za veće sustave.

### Čuškaš (Flapper)
Polaže se na otvorenom moru pomoću pontona ili bova. Uređaj se sastoji od niza plutajućih pontona koji su oblikovani poput bregaste osovine. Svaki ponton je u principu zub koji rotira odvojeno prilikom prelaska vala preko njega. Taj efekt pogoni kapilarne crpke koje tjeraju radni medij kroz zajedničko crijevo na turbinu. Zbog okomitog položaja na valove uređaj je pogodan za nemirno more i oluje.

## Poznate elektrane na valove
- Elektrana na valove Islay LIMPET
- Hidroelektrana na valove Aguçadoura
- Elektrana na valove Mutriku
- Elektrana na valove Keta
- Elektrana na valove Orkney (Škotska) - u gradnji
- Elektrana na valove Siadar (Škotska) - - u gradnji

## Vanjske poveznice
|  | Zajednički poslužitelj ima još gradiva o temi Energija valova |